# Szabó Imre (politikus, 1953)
Szabó Imre (Esztergom, 1953. április 1. –) magyar sportvezető, politikus. 1998 és 2014 között országgyűlési képviselő, 2001 és 2006 között a Pest Megyei Közgyűlés elnöke, 2008 és 2010 között a második Gyurcsány-kormány, illetve a Bajnai-kormány környezetvédelmi és vízügyi minisztere.

## Életpályája
Az esztergomi Dobó Katalin Gimnáziumban érettségizett 1971-ben, 1977-ben tanítói diplomát, majd a Juhász Gyula Tanárképző Főiskolán testnevelő tanári diplomát szerzett 1980-ban. Ugyanebben az évben a Testnevelési Főiskolán labdarúgóedzői képesítést kapott. 1975 és 1980 között Sárisápon és Tokodaltárón volt tanító (ebben az időszakban, 1977-ben lépett be az MSZMP-be), majd 1983-ig Szentendrén testnevelő tanárként és labdarúgóedzőként dolgozott. Ebben az időszakban a városi úttörők elnöke is volt. 1983-ban a KISZ KB munkatársa lett, majd egy évre rá az Úttörőszövetség osztályvezetője. 1987-ben rövid ideig az ÁISH osztályvezetője, majd a Magyar Természetbarát Szövetség főtitkára lett. Utóbbi tisztségét 2003-ig viselte. 2007–2012 között a szövetség elnöke volt.
1989 és 1991 között az Országos Idegenforgalmi Tanács ifjúsági bizottsági elnöke is volt.
1992-ben csatlakozott az MSZP-hez. 1994-ben megválasztották a párt szentendrei elnökévé és még ugyanebben az évben a városi önkormányzatnak is tagja lett, ahol egy ciklust töltött el. 1995 óta a párt Pest megyei területi szövetségének, 1996 óta a párt környezetvédelmi kabinetjének vezetője. Az 1998-as, a 2002-es, a 2006-os és a 2010-es országgyűlési választáson is pártja Pest megyei területi listájáról szerzett parlamenti mandátumot. Ezzel párhuzamban a Pest Megyei Közgyűlésnek is tagja lett, aminek 2002 és 2006 között elnöke is volt.
2008-ban, az SZDSZ koalícióból történt kilépése miatt szükségessé vált kormányátalakítás során Gyurcsány Ferenc miniszterelnök őt jelölte Fodor Gábor helyére környezetvédelmi és vízügyi miniszternek. Miniszteri esküjét 2008. május 5-én tette le, munkáját Bajnai Gordon új miniszterelnök kormányában is folytathatta 2010-ig.

## Családja
Nős, felesége jogász, formatervező, hat gyermekük van. 2008. augusztus 11-én (hétfő) késő este 15 éves fia elhunyt Szentendrénél autóbalesetben. A 17 éves sofőr túl gyorsan hajtott, ez okozta a balesetet, Szabó Imre gyermekén kívül még egy lány is meghalt, valamint további két fiatal megsérült, egyedül a sofőr szállt ki sértetlenül az autóroncsból.